# تلی ساوالاس
آریستوتل "تلی" ساوالاس (یونانی: Αριστοτέλης "Τέλλυ" Σαβάλας؛ ۲۱ ژانویهٔ ۱۹۲۲ – ۲۲ ژانویهٔ ۱۹۹۴) خواننده و بازیگر اهل ایالات متحده آمریکا بود.

## زندگی
با نام آریستوتل ساوالاس، ۲۱ ژانویه ۱۹۲۲ در گاردن‌سیتی، نیویورک در خانواده‌ای یونانی زاده شد. تحصیلاتش را در دانشگاه کلمبیا به پایان برد. طی جنگ جهانی دوم در جریان عملیات مجروح شد و نشان افتخار دریافت کرد. پس از جنگ مدتی به خدمت سرویس‌های اطلاعاتی وزارت امور خارجه درآمد و سپس در بخش ABC (بنگاه سخن پراکنی آمریکا) مشغول به کار شد.
در این بخش سمت کارگردان اخبار و رویدادهای ویژه را به دست آورد و برای مجموعهٔ صدای آمریکا برای شما برندهٔ جایزهٔ پیبادی شد. کارش را به عنوان بازیگر از اواخر دههٔ ۱۹۵۰ (ابتدا در تلویزیون و سپس در سینما) آغاز کرد. سری بی مو و هیکلی تنومند داشت.
در تعداد بسیاری از محصولات هالیوودی نقش‌های دوم منفی را به عهده گرفت، اما با نقش مثبت مجموعهٔ تلویزیونی پلیسی «کوجَک» (۱۹۷۳–۱۹۷۸) به شهرت رسید. به یاد ماندنی‌ترین نقش‌هایش در فیلم‌های پرنده‌باز آلکاتراز، دوازده مرد خبیث و پانچو ویا بودند. یک بار نیز کارگردانی را تجربه کرد و فیلمی به نام فراتر از منطق (۱۹۷۷) ساخت که با استقبال روبه رو نشد. برادرش، جرج، نیز بازیگر تلویزیون و سینما بود.
برای پرنده‌باز آلکاتراز کاندیدای دریافت اسکار بهترین بازیگر نقش مکمل مرد شد.

## فیلم‌شناسی
- ۱۹۶۱- کال سگ هار (بالابان)
- ۱۹۶۱- وحشی‌های جوان (فرانکن هایمر)
- ۱۹۶۲- انترن‌ها (سویفت)
- ۱۹۶۲- دماغه وحشت (لی تامپسن)
- ۱۹۶۲- پرنده‌باز آلکاتراز (فرانکن هایمر)
- ۱۹۶۳- جانی کول (و. آشر)
- ۱۹۶۳- مردی از دایترز کلاب (تاشلین)
- ۱۹۶۴ - مردی از یو.ان.سی.ال.ای.
- ۱۹۶۴ - یاغی‌ها
- ۱۹۶۵- بزرگ‌ترین داستان عالم (استیونز)
- ۱۹۶۵- چنگیزخان (هـ. لوین)
- ۱۹۶۶- بو ژست (د. هیز)
- ۱۹۶۷- دوازده مرد خبیث (آلدریچ)
- ۱۹۶۸- شکارچیان پوست سر (س. پولاک)
- ۱۹۶۸- بنگاه آدم‌کشی (ب. دیردن)
- ۱۹۶۹- در خدمت سرویس مخفی ملکه (هانت)
- ۱۹۶۹- طلای مکنا (لی تامپسن)
- ۱۹۶۹- عصر بخیر خانم کامیل (فرانک)
- ۱۹۷۰- قهرمانان کلی (هاتن)
- ۱۹۷۰- مهاجمان (جوران)
- ۱۹۷۱- شهری به نام حرام‌زاده (پریش)
- ۱۹۷۱- همهٔ دختران خوشگل در یک صف (وادیم)
- ۱۹۷۱- هدف متحرک (استرن و اسلیت)
- ۱۹۷۲ - به خانواده قربانیان اطلاع داده نخواهد شد
- ۱۹۷۲- پانچو ویا (مارتین)
- ۱۹۷۲ - قاتل پشت خط است
- ۱۹۷۳- دلیلی برای زیستن و دلیلی برای مردن (والری)
- ۱۹۷۵- نیروی مرگبار (گست)
- ۱۹۷۷- فراتر از منطق (بعلاوه کارگردانی)
- ۱۹۷۸- کاپریکورن یک (هایمز)
- ۱۹۷۹- فرار به آتن (کاسماتوس)
- ۱۹۷۹- ماورای ماجرای پسایدون (ا. آلن)
- ۱۹۸۴- مسیر کانن بال ۲ (نیدهم)
- ۱۹۸۸- شکارچیان شب (فرانکو)